# Revolution Studios
Revolution Studios – amerykańskie niezależne przedsiębiorstwo zajmujące się produkcją filmową i telewizyjną, założone w 2000 roku przez Joe Rotha, należące do Content Partners LLC.
7 czerwca 2000 roku ogłoszono, że Roth oficjalnie nazwał swoje studio Revolution Studios, pierwszą produkcją studia był Kocurek (2001). W tym samym czasie studio podpisało umowę z Columbia Pictures poprzez Sony Pictures Entertainment, będącego „rodzicem” Columbii, która wygasła w 2007 roku. Roth ponownie podpisał umowę z Sony Pictures, następnie założył własną firmę produkcyjną Roth Films.
W styczniu 2017 roku studio powróciło do produkcji filmowej, po czym wyprodukowało fantastycznonaukowy thriller akcji xXx: Reaktywacja (2017).